# Blažovce
Blažovce (hongrois : Turócbalázsfalva) est un village de Slovaquie situé dans la région de Žilina.

## Histoire
La première mention écrite du village date de 1343.

## Démographie

### Évolution de la population
| Année:               | 1994. | 2004.   | 2014.   | 2024.   |
| -------------------- | ----- | ------- | ------- | ------- |
| Nombre de personnes: | 162   | 166     | 163     | 165     |
| Différence:          |       | +2,46 % | -1,80 % | +1,22 % |

| Année:               | 2023. | 2024.   |
| -------------------- | ----- | ------- |
| Nombre de personnes: | 164   | 165     |
| Différence:          |       | +0,60 % |